# Sphaeroma triste
Sphaeroma triste là một loài chân đều trong họ Sphaeromatidae. Loài này được Heller miêu tả khoa học năm 1865.